# شرکت راه‌آهن سیبو
شرکت راه آهن سیبو به اسم رسمی (به ژاپنی: (西武鉄道株式会社, Seibu Tetsudō Kabushiki-gaisha) یا (به انگلیسی: Seibu Railway Company, Ltd) یک شرکت راه آهن خصوصی در ژاپن است. خطوط راه‌آهن این شرکت در توکیو و استان سایتاما قرار دارند. این شرکت در سال ۱۸۹۴ میلادی تأسیس شده‌است.
خطوط راه آهن سیبو به دو گروه اصلی تقسیم می‌شود.

نقشهٔ کلی خطوط شرکت راه آهن سیبو. رنگ سبز خطوط سیبو-شینجوکو و رنگ نارنجی خطوط قطار سیبو-ایکه‌بوکورو را نشان می‌دهد.

- خطوط سیبو ایکه‌بوکورو شامل خطوط
  - ■ خط سیبو ایکه‌بوکورو
  - ■ خط سیبو سایاما
  - ■ خط سیبو چیچیبو
  - ■ خط سیبو یوراکوچو
  - ■ خط سیبو توشیما
- خطوط سیبو شینجوکو شامل خطوط
  - ■ خط سیبو شینجوکو
  - ■ خط سیبو هایجیما
  - ■ خط سیبو کوکوبونجی
  - ■ خط سیبو سیبو-ئن
  - ■ خط سیبو تاماگاوا
  - ■ خط سیبو تاماکو
- سیستم جدید
  - ■ خط یاماگوچی (2.8km)

## نگارخانه

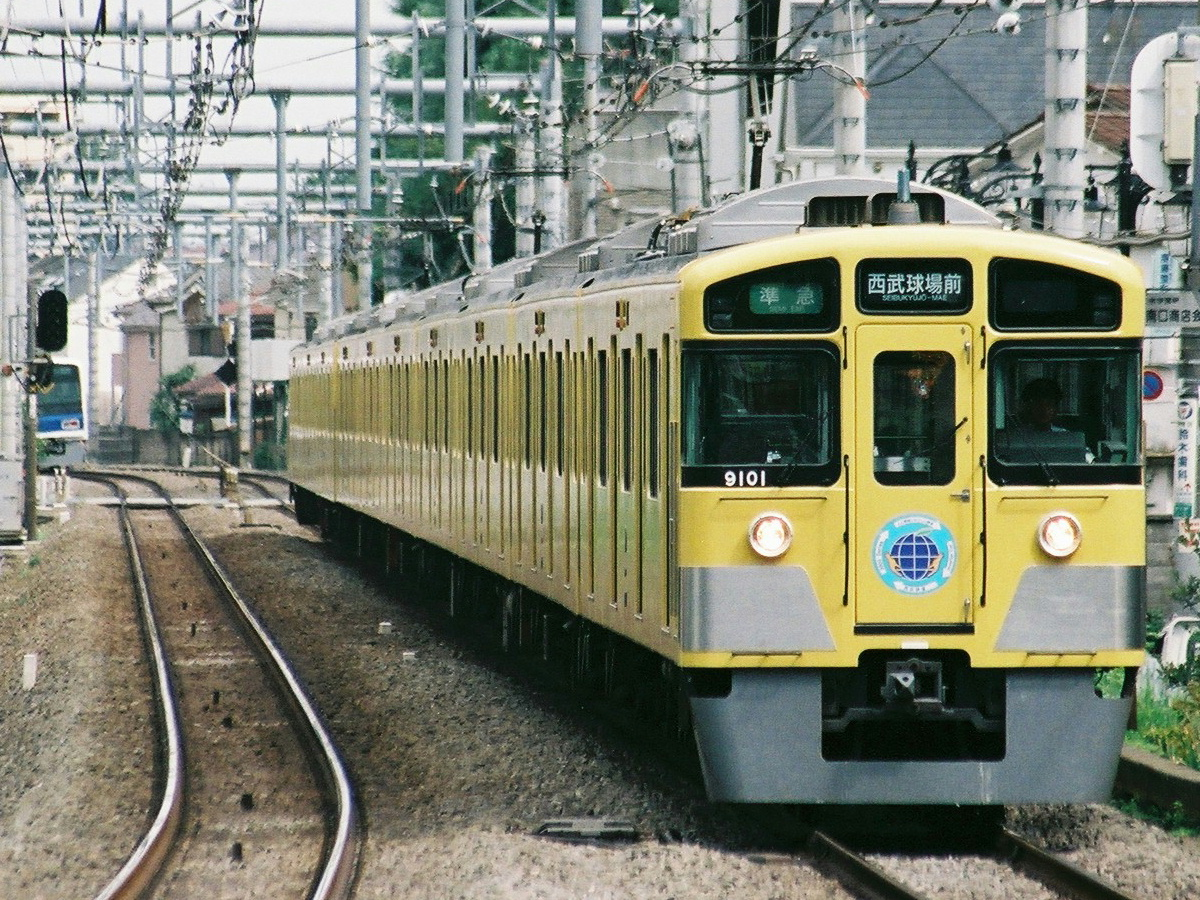
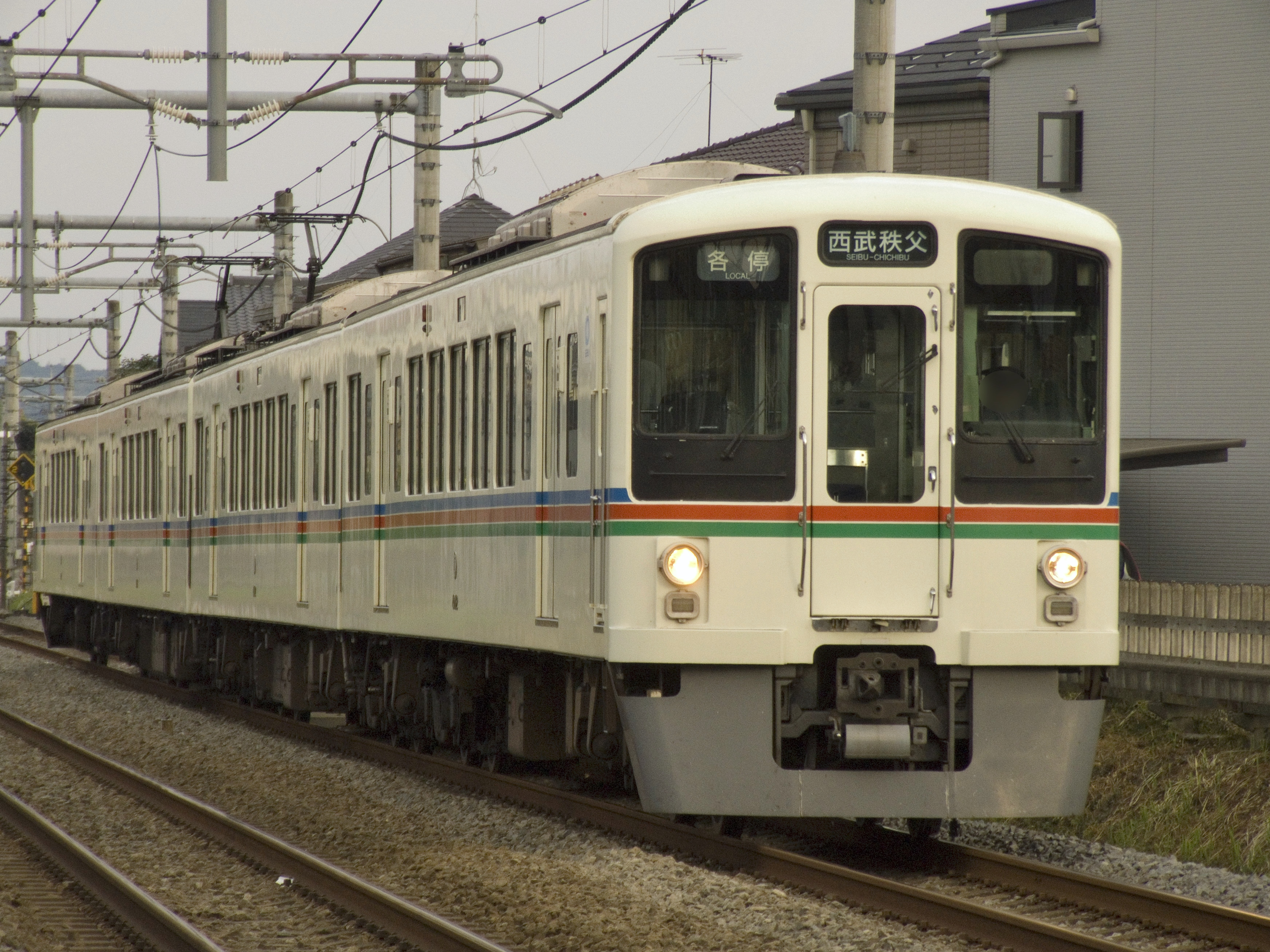
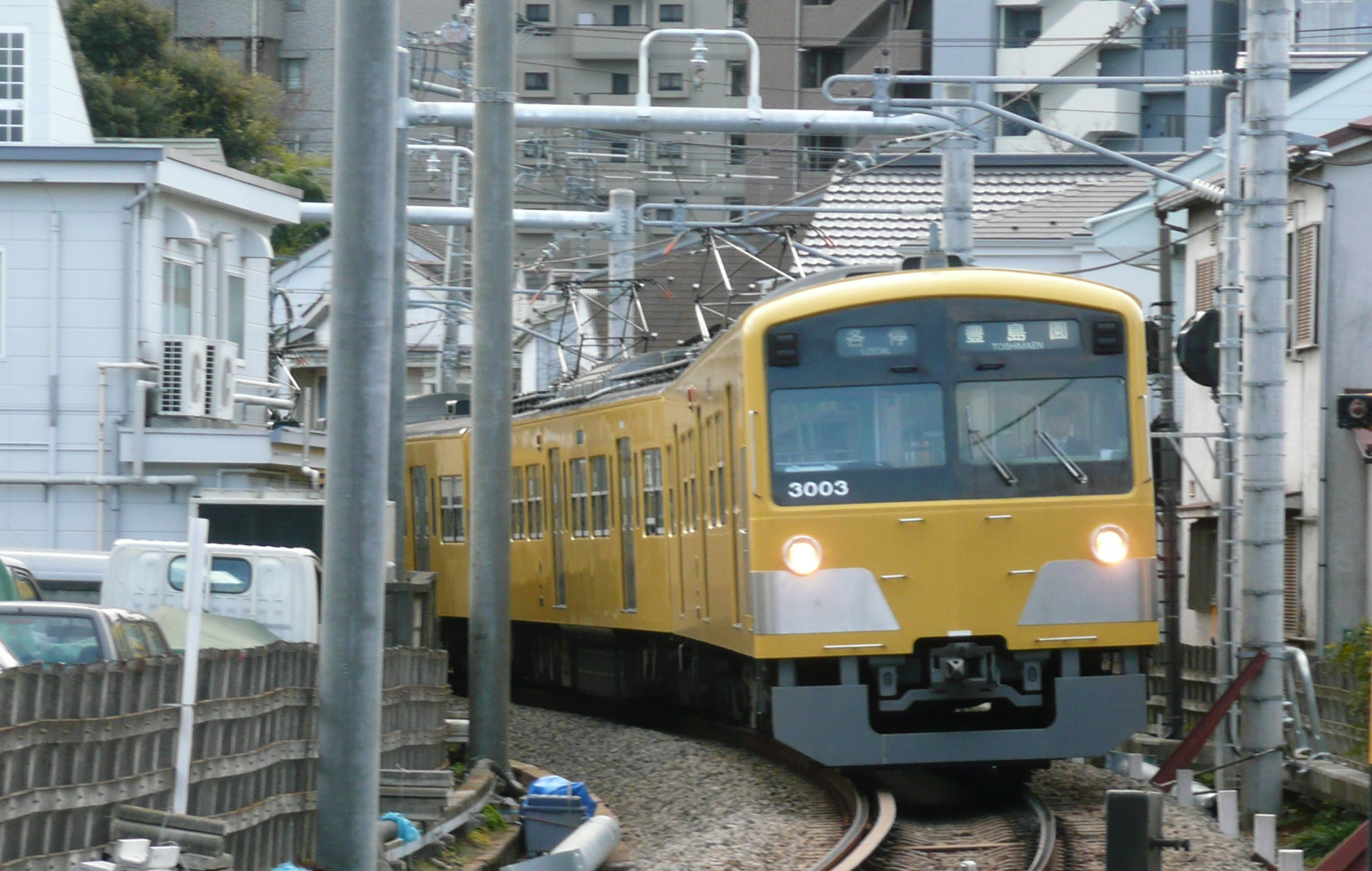
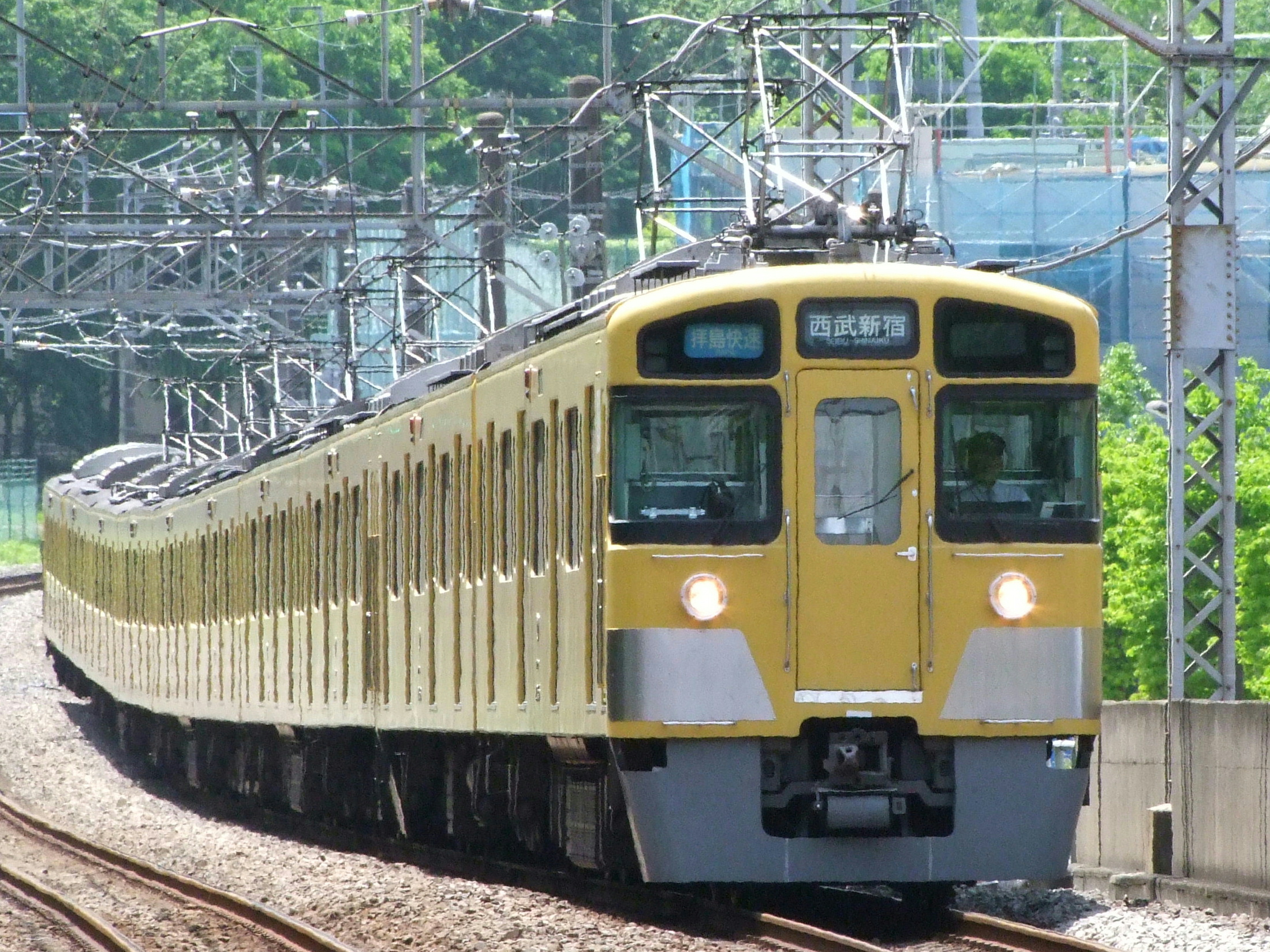
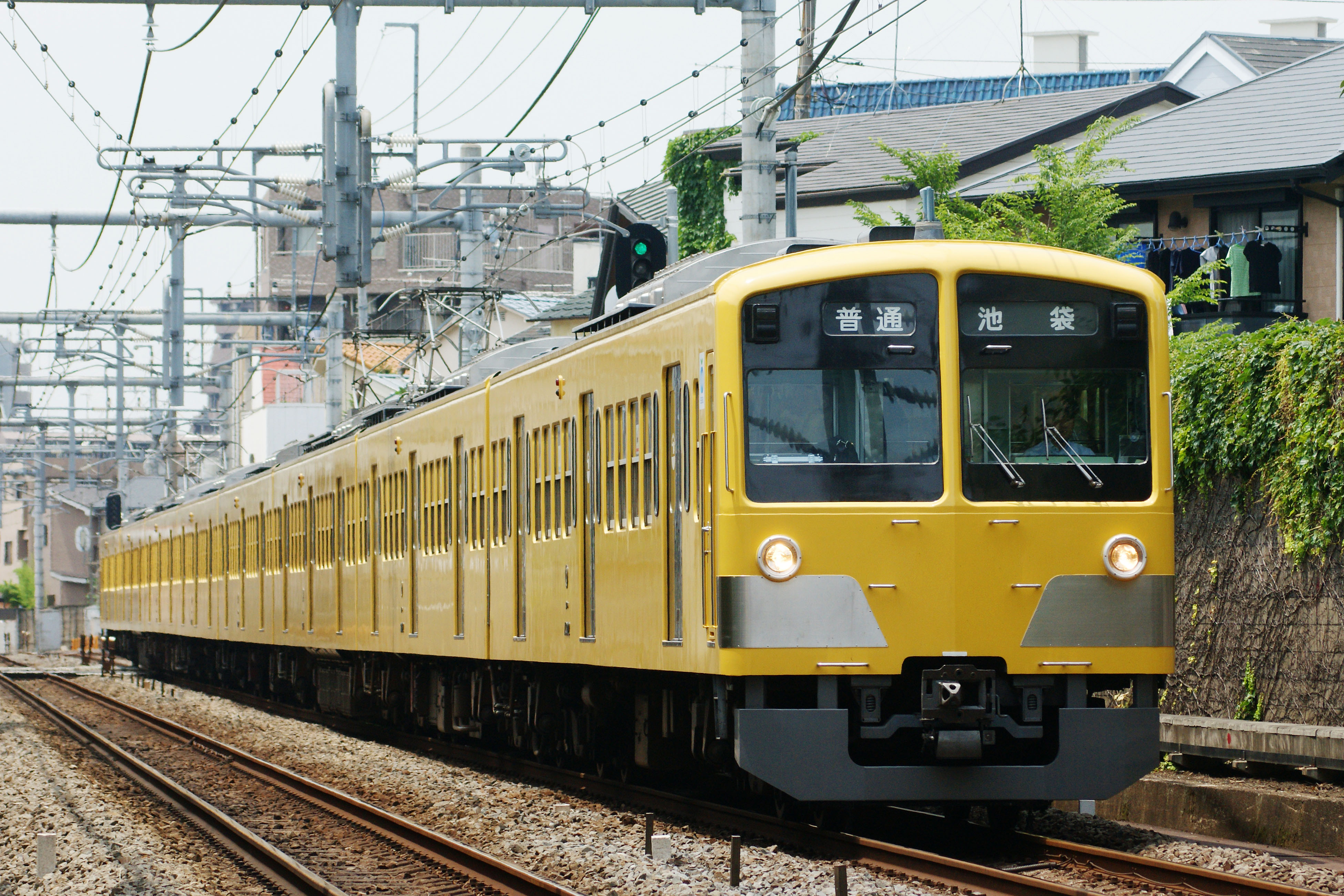